# Les Jouets soviétiques
Pour plus de détails, voir Fiche technique et Distribution.
Les Jouets soviétiques (Sovetskie igrouchki, Советские игрушки) est l'un des premiers courts métrages d'animation soviétiques, réalisé par Dziga Vertov et sorti en 1924. Produit par le studio Goskino, il s'agit de l'adaptation à l'écran des caricatures politiques de Victor Deni publiées dans le journal Pravda.

## Synopsis
Le dessin animé montre un bourgeois glouton et moralement décadent dont le ventre, bourré d'innombrables pièces de monnaie, est éventré par un « centaure » composé d'un paysan et d'un ouvrier.
Le film se termine par l'apparition d'un officier de l'Armée rouge, après quoi tous les prolétaires forment un arbre de Noël sur lequel ils accrochent les ennemis de la société soviétique comme des jouets : des figurines d'« éléments étrangers à la classe » - un pope, un entrepreneur bourgeois, etc.

## Fiche technique
- Titre français : Les Jouets soviétiques[2]
- Titre original : Советские игрушки, Sovetskie igrouchki[3],[4]
- Réalisation : Dziga Vertov
- Production : Goskino
- Format : Noir et blanc - muet
- Durée : 11 minutes
- Genre : film d'animation
- Dates de sortie :
  - Union soviétique : 1924

## Accueil critique
« Dziga Vertov, qui, comme on le sait, a proclamé et incarné dans son œuvre les principes de la "vérité cinématographique" et opposé la nature documentaire de l'œil omniscient du cinéma à la "sublime tromperie" de la fiction, a néanmoins manifesté un grand intérêt pour l'animation, l'art de la "fantaisie sans limites". Il fut le premier à travailler sur des dessins animés et à les inclure dans son magazine Kinopravda. Les Jouets soviétiques et Humoresques (1924), réalisés selon la technique des marionnettes en papier plat, sont précisément des dessins animés cinématographiques, proches dans l'esprit et le style des affiches de Maïakovski. L'animation cherche à répondre à des événements et des problèmes d'actualité. »

— Sergueï Vladimirovitch Asenine (ru) « Les chemins de l'animation soviétique ».